# 6 Color Desert Pattern

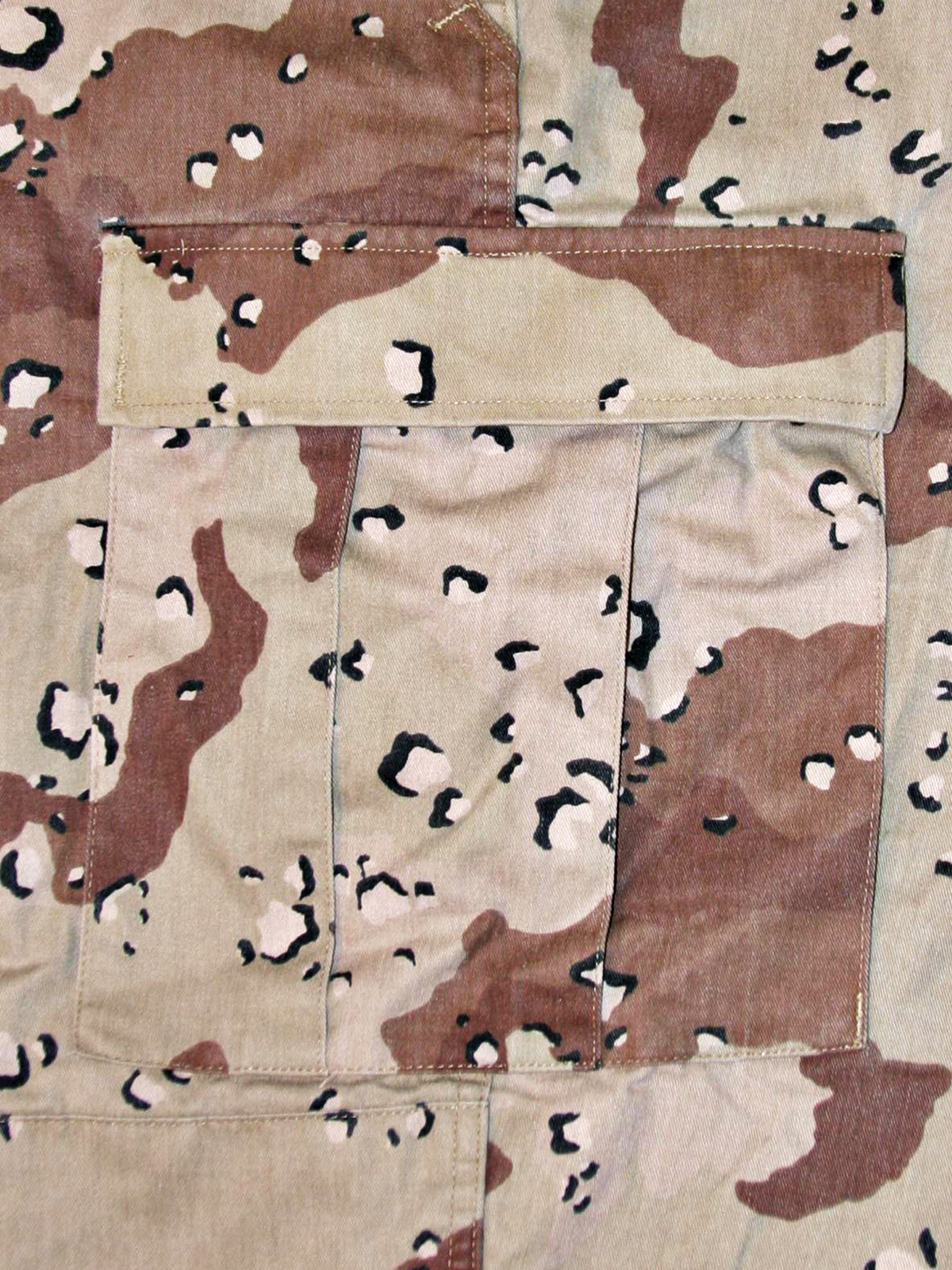
6 color desert

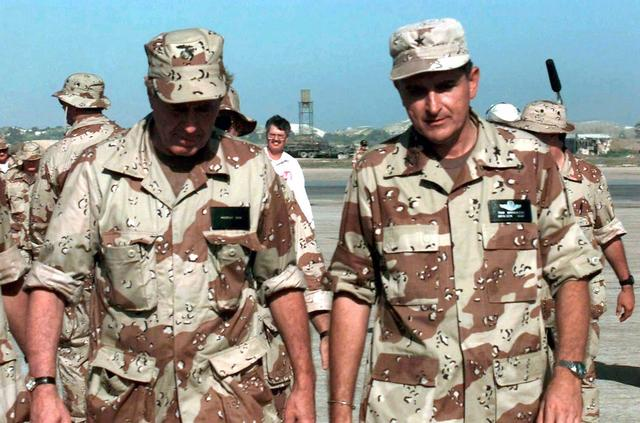
George H.W. Bush i Thomas Mikolajcik w mundurach Desert Battle Dress Uniform (DBDU)

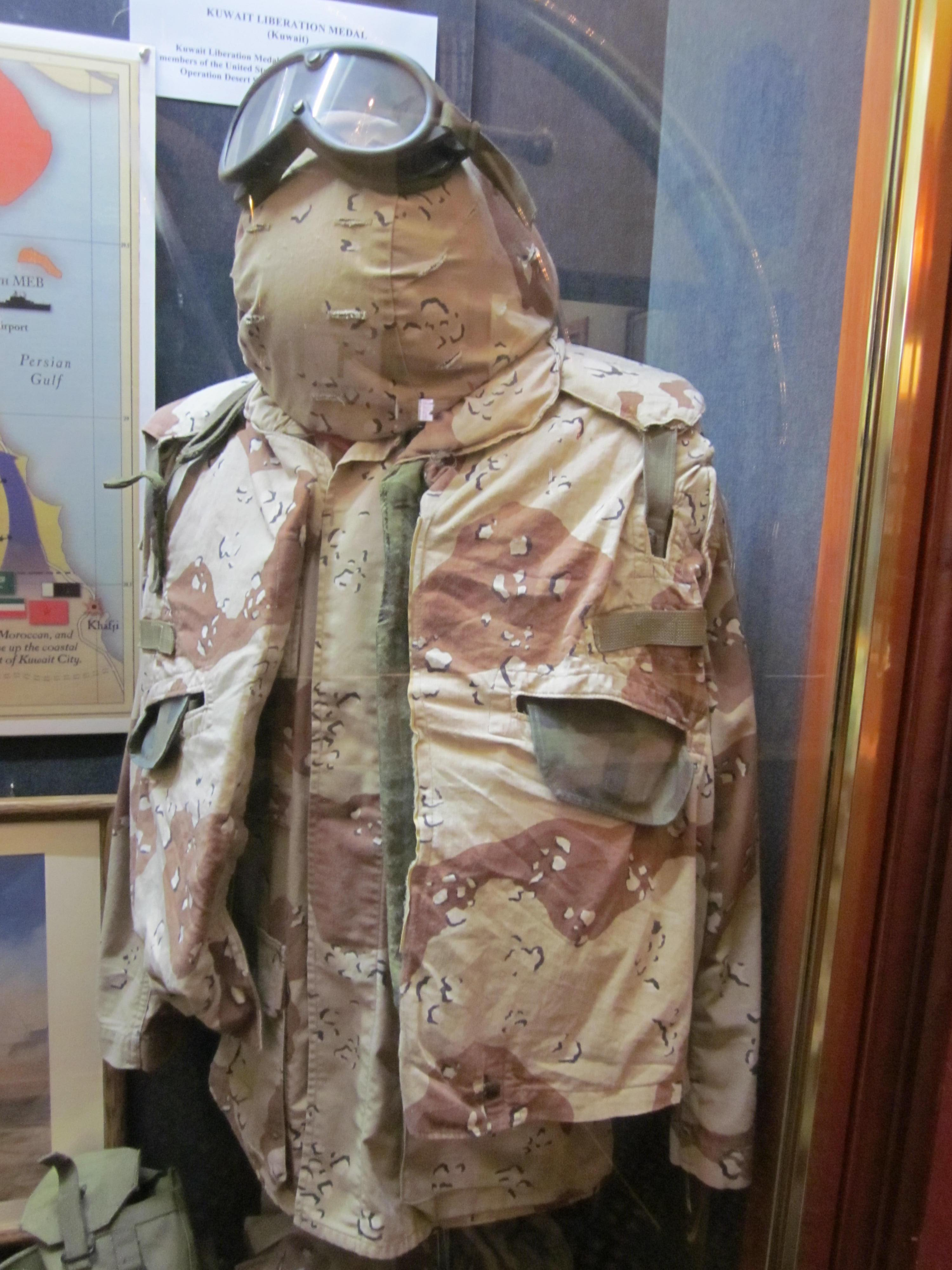
Oporządzenie w kamuflażu 6 color desert

6 color desert (nazywany też Desert Battle Dress Uniform, Chocolate-Chip Camouflage, Cookie Dough Camouflage lub Six-Color Desert Pattern) – kamuflaż pustynny używany przez US Army na początku lat 90. XX w., w tym podczas pierwszej wojny w Zatoce Perskiej. Z uwagi na charakterystyczne czarne plamki kamuflaż uzyskał miano Chocolate-Chip Camouflage.

## Historia
Wzór kamuflażu powstał już w roku 1962. Z uwagi na wydarzenia na Bliskim Wschodzie, które mogły wymagać interwencji, US Army postanowiła stworzyć kamuflaż na tereny pustynne. Kamuflaż wzorowano na pustyniach występujących na terenie USA. Kamuflaż nie był używany do roku 1981.

## Służba
6 color desert wszedł do służby wraz z kamuflażem M81 Woodland i mundurem BDU. Nowy mundur w kamuflażu pustynnym otrzymał nazwę Desert Battle Dress Uniform. Pierwsze szersze zastosowanie kamuflażu miało miejsce podczas pierwszej wojny w Zatoce Perskiej. Negatywne uwagi użytkowników wskazywały na słabe właściwości maskujące na pustyniach arabskich, a także nadmierne nagrzewanie się ciemnych plam. Amerykańskie dowództwo podjęło więc decyzję o zastąpieniu 6 color desert nowszym kamuflażem 3 color desert, który oficjalnie wszedł do użytku w roku 1992.

## Wykorzystanie
W kamuflażu 6 color desert wykonywano mundury DBDU i EDBDU, kapelusze, pokrowce na PASGT – system ochrony osobistej żołnierza obejmujący hełm i kamizelkę przeciwodłamkową.